# Deutscher Pressedienst
Deutscher Pressedienst (dpd) hieß eine von der britischen Besatzungsmacht in ihrer Besatzungszone nach dem Zweiten Weltkrieg gegründete Nachrichtenagentur.

## Geschichte
Gründervater war der britische Journalist Sefton Delmer, der kurz nach dem Weltkrieg mit einem von London nach Hamburg in Marsch gesetzten Stab von Redakteuren und Archivkräften den Auftrag erhalten hatte, die erste Nachrichtenagentur in der britischen Zone einzurichten. Da deutsche Journalisten jedoch als besonders belastet galten, rekrutierte er in Flensburg-Mürwik, wo sich zum Ende des Krieges die letzte Reichsregierung befunden hatte, 63 ehemalige Mitarbeiter des Marinenachrichtendienstes, da diese sich ebenfalls mit dem Sammeln und Verteilen von Neuigkeiten auskannten. Unter den angeworbenen deutschen Offizieren und Unteroffizieren, Funkern und Fernschreibern, Dolmetschern, Mathematikern, Physikern und Nachrichtenhelferinnen befanden sich auch der Kapitän zur See Max Kupfer und Heinrich Böx. Noch im August 1945 zogen die angeworbenen Mitarbeiter nach Hamburg um, wo mit ihrer Hilfe in einer requirierten Villa an der Rothenbaumchaussee der German News Service (GNS), die erste Nachrichtenagentur Deutschlands, aufgebaut wurde.
Von August bis Dezember 1945 wurden die in Hamburg erarbeiteten GNS-Nachrichten über eine Fernschreibleitung nach London übermittelt und von dort aus mit Richtstrahlern an die seit Juli 1945 zugelassenen Zeitungen in der britischen Besatzungszone gefunkt. Der Nachrichtenstoff des ersten GNS-Sendetages bestand aus sieben Meldungen. Ab Dezember 1945 erhielt die Dienststelle neben der offiziellen Bezeichnung ("No. 10 German News Service British Zone" (GNS-BZ)) zusätzlich den Namen "dpd" (Deutscher Presse-Dienst).
Am 1. Januar 1947 wurde als Nachfolger des GNS die Deutsche Presse-Dienst GmbH (dpd) gegründet, zu deren Geschäftsführern durch die britischen Behörden Wilhelm Tranow, vorher Leiter der dpd-Finanzabteilung, sowie der Wirtschaftsredakteur Dr. Wilhelm Grotkopp bestellt wurden. Am 30. Mai 1947 wurde der dpd in eine Genossenschaft umgewandelt, deren Genossen die 48 bis dahin lizenzierten Zeitungen der britischen Besatzungszone waren. Vorsitzender des Vorstandes wurde Anton Betz, erster Chefredakteur und Geschäftsführer war Fritz Sänger. Als erste Auslandskorrespondentin des dpd ging Brigitte Krüger im Oktober 1947 nach London.
Der dpd ging am 18. August 1949 (zusammen mit der DENA (US-Besatzungszone) und der Südena (französische Besatzungszone)) in der Deutschen Presse-Agentur (dpa) auf.